# Bách hợp lá khô
Xerophyllum tenax là một loài thực vật có hoa trong Họ Hắc dược hoa (Melanthiaceae).
Chúng phát triển chiều cao từ 15–150 cm. Nó mọc thành đám với lá quấn xung quanh. Lá dài từ 30–100 cm nhưng chỉ rộng 2–6 mm.